# Vive nous !
Pour plus de détails, voir Fiche technique et Distribution.
Vive nous ! est un film français de Camille de Casabianca sorti en 2000.

## Synopsis
Ce film est une comédie romantique sur l'histoire de trois amies qui font la liste de leurs amants passés. Elles feront toutes, tour à tour, une rencontre qui changera leur vie.

## Fiche technique
- Réalisation : Camille de Casabianca
- Direction de la photographie: Renato Berta
- Musique: Alexandre Desplat

## Distribution
- Dieudonné : Bruno
- Michèle Bernier : Anne
- Daniel Prévost : Henri
- Emmanuelle Devos : Nathalie
- Camille de Casabianca : Isabelle
- Pascal Elbé : Marc
- Thibault de Montalembert : Yves
- Shozo Awazu : lui-même

## Distinctions
- À l'occasion de ce film, la Ceinture d'or du judo français a été remise à Camille de Casabianca.